# 콜롬방가라섬

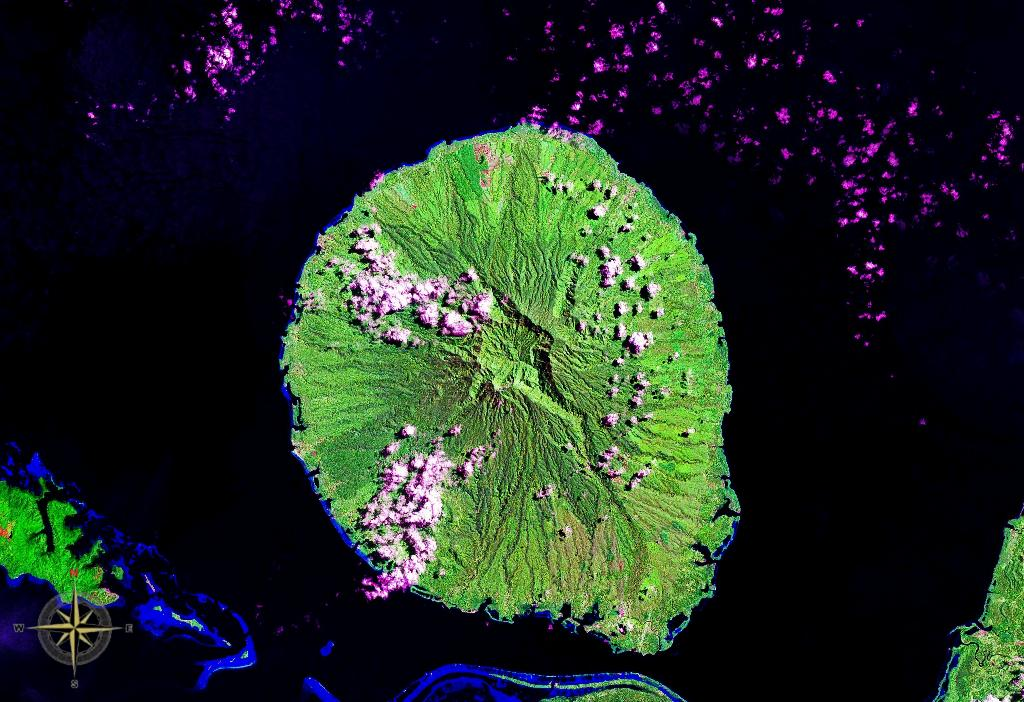
우주에서 본 콜롬방가라섬

콜롬방가라섬(Kolombangara)은 솔로몬 제도 서부주에 위치한 섬으로, 뉴조지아 제도에 속하며 모양은 거의 원형에 가깝다. 높이는 1,770m이며 뉴조지아 해협의 남쪽 경계 가운데 일부를 이룬다. 북서쪽으로는 베야만을 경계로 베야라베야섬, 기조섬과 접하고 있고 남동쪽으로는 쿨라만을 경계로 뉴조지아섬과 접한다. 1568년 스페인의 탐험가 알바로 데 멘다냐 데 네이라가 발견한 것으로 추정된다.
태평양 전쟁 때 일본이 이 곳을 점령하고 섬 남쪽에 비행장을 건설했으며 당시 과달카날섬에서 퇴각한 일본은 콜롬방가라섬과 뉴조지아섬에서 병력을 강화하는 데에 집중했고 이 때문에 콜롬방가라섬에 주둔하고 있던 수송 부대와 미군 사이에 쿨라만 해전, 콜롬방가라섬 해전 등 해전이 발생하게 된다. 미국은 1943년 7월 5일 뉴조지아섬에 상륙하고 콜롬방가라섬을 뛰어넘은 다음 8월 15일 벨라라벨라섬에 상륙했지만, 일본은 9월 28일부터 10월 2일까지 콜롬방가라섬에서 철수하게 된다.